# Quadrângulo de Amazonis

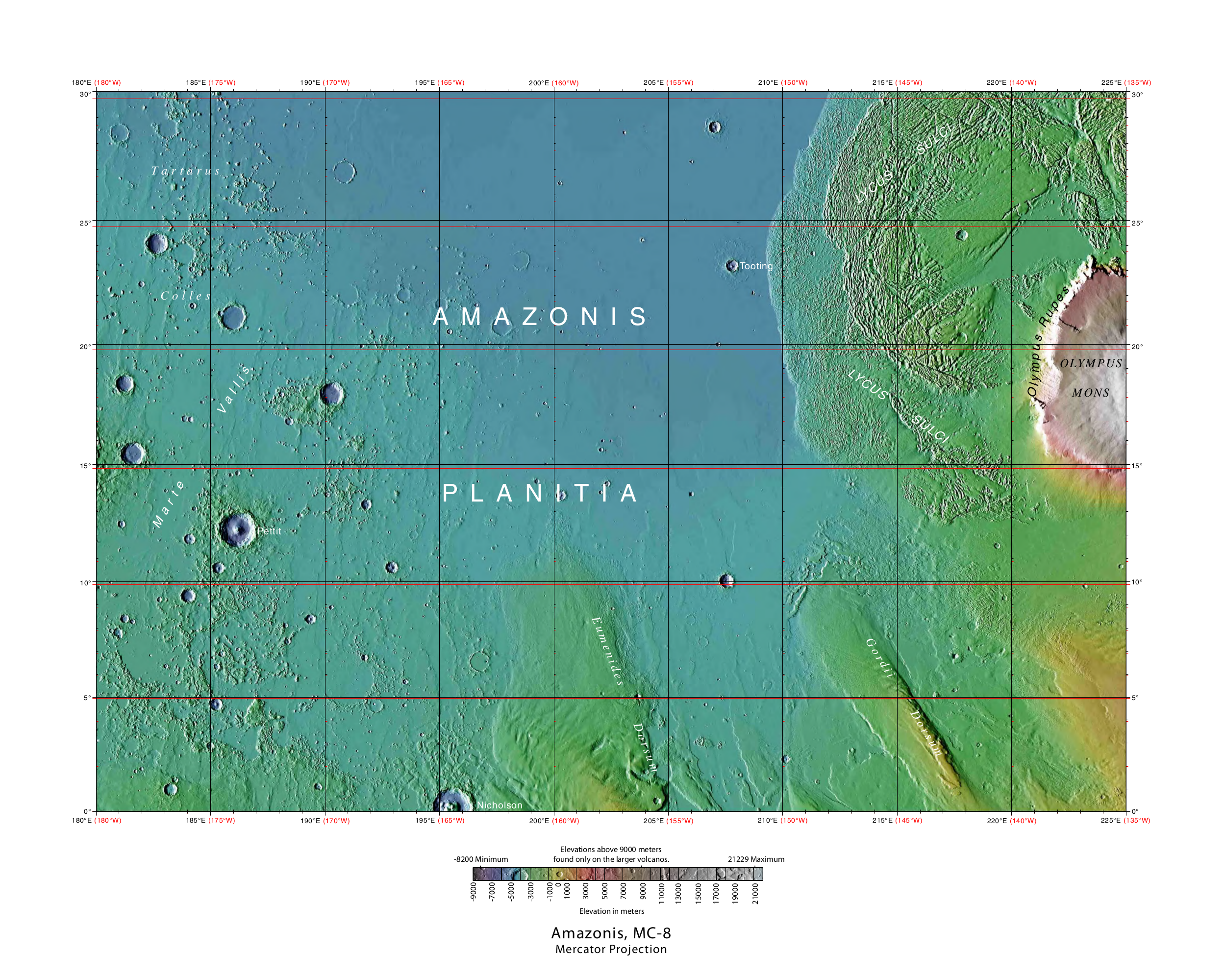
Quadrângulo de Amazonis

O quadrângulo de Amazonis é um de uma série de 30 quadrângulos em Marte estabelecidos pelo Programa de Pesquisa de Astrogeologia do Serviço Geológico dos Estados Unidos (USGS em inglês). Também pode-se referir ao quadrângulo de Amazonis  como MC-8 (Mars Chart-8).
O quadrângulo cobre uma área que vai das longitudes 135° a 180° Oeste  às latitudes 0º a 30° Norte em Marte.  Essa área é considerada como sendo uma das mais jovens de Marte, pois apresenta uma densidade de crateras muito baixa. A era Amazonia tem seu nome inspirado nessa área.

## Formação de Medusae Fossae

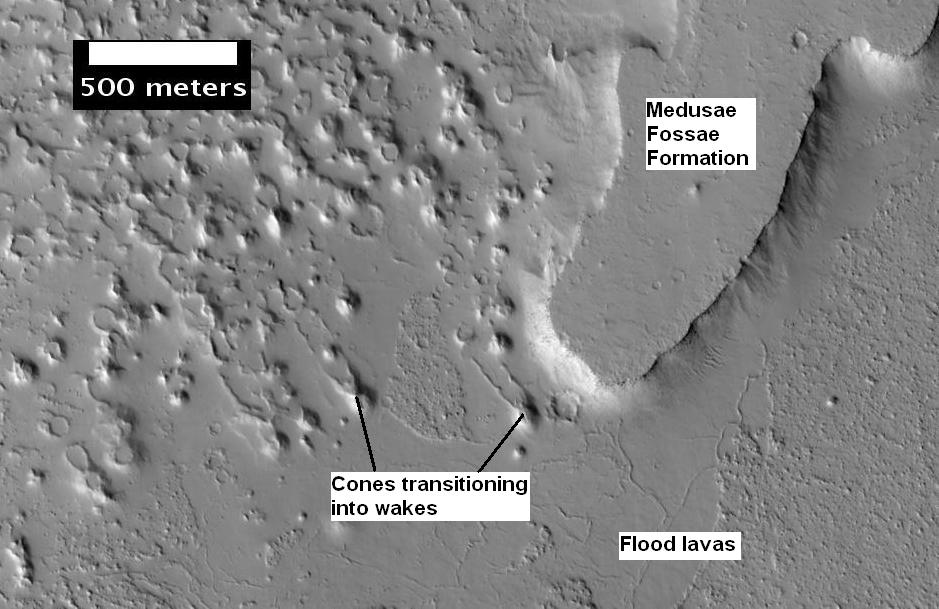
Platô composto de materiais de Medusae Fossae e cones sem fundações, capturado pela HiRISE. Os cones sem fundação são causados pela interação da lava com o gelo. As marcas são causadas pela lava que fluira sobre uma fonte de correnteza.

O quadrângulo Amazonis é de especial interesse para os cientistas porque ele contém uma grande porção de uma formação, chamada a Formação de Medusae Fossae. Trata-se de depósitos macios, facilmente erodidos que se estendem por quase 1.000 km junto ao equador de Mars. A superfície da formação tem sido erodida pelo vento numa série de elevações lineares chamados yardangs. Essas elevações geralmente apontam em direção dos ventos prevalentes que os modelam e demonstram o poder erosivo dos ventos marcianos. A natureza facilmente erodida da Formação de Medusae Fossae sugere que esta foi composta de partículas fracamente cementadas, e foi provavelmente formada pela deposição de poeira soprada pelo vento ou cinza vulcânica. Outra evidência em favor de uma composição por partículas finas é o fato de a área não dar quase nenhum retorno de radar.  Por essa razão essa area tem sido chamada de a região "disfarce". Camadas são observadas em partes da formação. Imagens de sonda espacial mostram que os diferentes graus de dureza são provavelmente devido às significativas variações de propriedades físicas, composição, tamanho da partícula, e/ou cementação. Muito poucas crateras de impacto podem ser vistas através da área e a superfície é relativamente jovem.

## Sulci
Um terreno bastante enrugado se estende desde a base do Olympus Mons.  Essa área é chamada de Lycus Sulci.  Sulci é o termo latino que se refere aos sulcos na superfície do cérebro, e Lycus Sulci possui muitos sulcos e curvas.  Os sulcos são imensos—até um quilômetro de profundidade.  Seria extremamente difícil andar sobre ele ou ou aterrissar uma espaçonave lá. Uma foto dessa area é mostrada abaixo. 

## Diaclases
O fluxo de lava às vezes esfria formando grandes grupos de colunas de tamanhos mais ou menos iguais. A resolução das imagens da HiRISE é tão alta que colunas tem sido encontradas em várias localidades em 2009. 

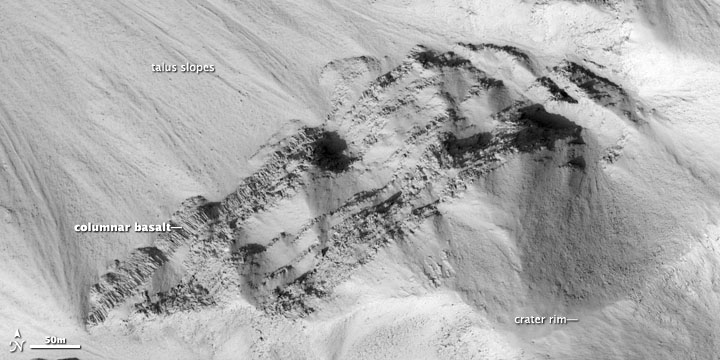
Diaclases em uma cratera em Marte Vallis.
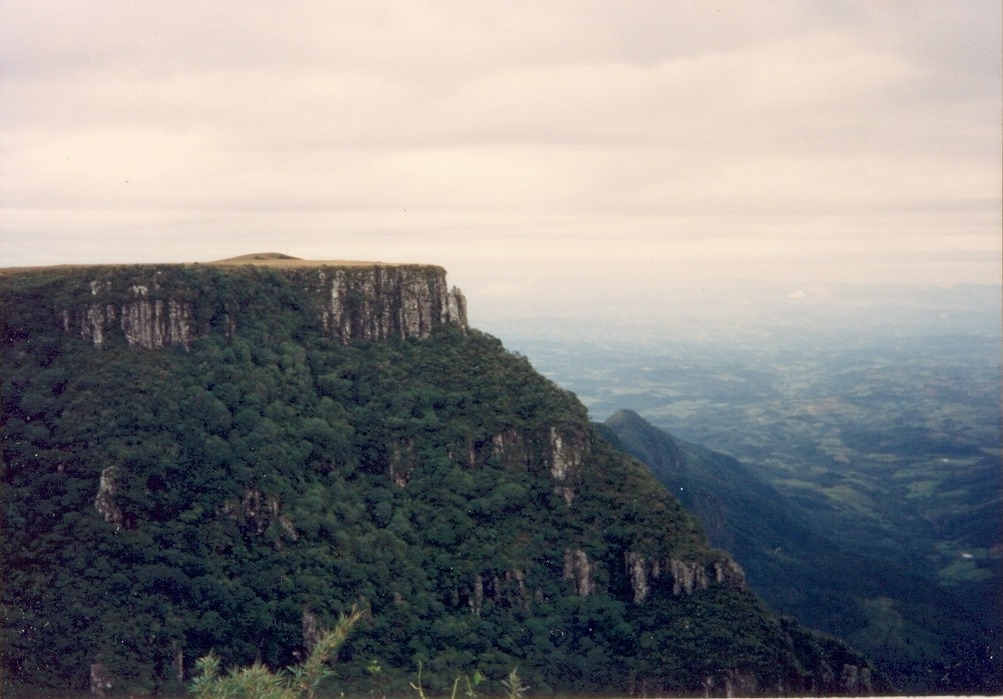
Diaclases na Terra.
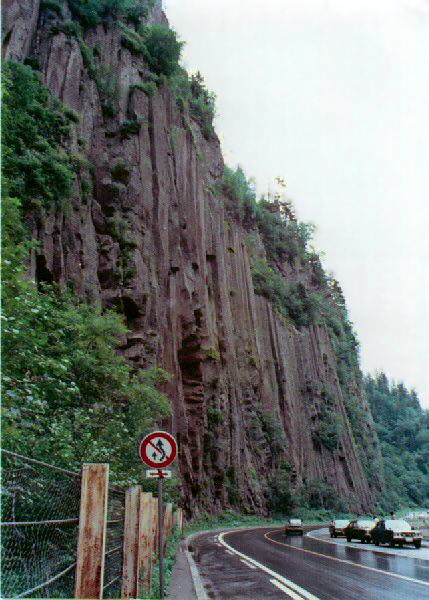
Diaclases na Terra.
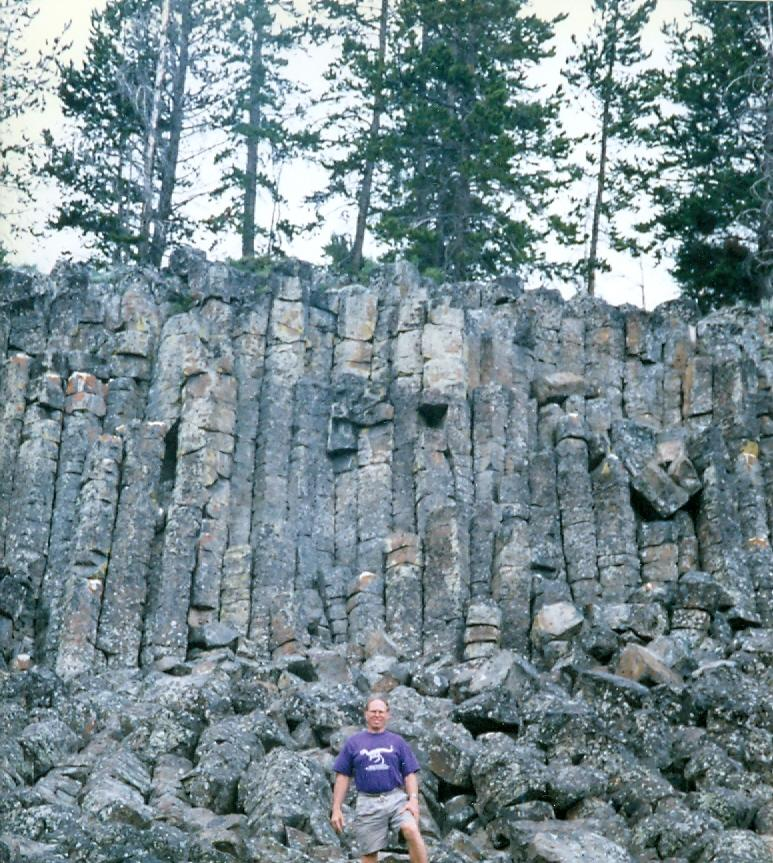
Diaclases no Parque Nacional de Yellowstone.

## Crateras

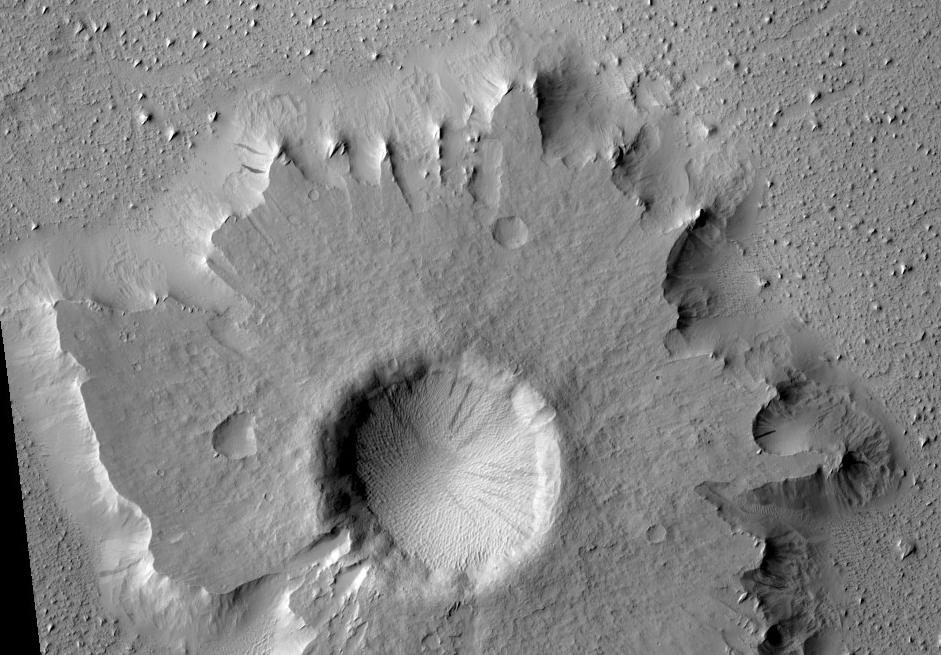
Uma cratera pedestal em Amazonis com uma borda escurecida

Crateras de impacto geralmente possuem uma encosta com ejecta em volta, em contraste, crateras vulcânicas não possuem encostas ou depósitos de ejecta. À medida que as crateras ficam largas (maior que 10 km de diâmetro), elas geralmente passam a exibir um pico central. O pico é causado por um fluxo do solo da cratera rumo ao centro seguindo o impacto. Às vezes crateras apresentarão camadas.  Tendo em vista que a colisão que produz a cratera é como uma explosão poderosa, rochas das profundezas são trazidas de volta à superfície. Consequentemente, as crateras podem nos mostrar o que se encontra sob a superfície. 
Uma cratera pedestal é uma cratera com seu ejecta depositado acima do terreno circundante formando uma plataforma elevada. Elas se formam quando uma cratera de impacto ejeta material formando uma camada resistente à erosão, protegendo de fato a área imediata da erosão. Como resultado dessa cobertura rígida, a cratera e seu ejecta se tornam elevados, enquanto a erosão remove o material mais leve além da ejecta.  Alguns pedestais tem sido acuradamente medidos com alturas de metros acima da área circundante. Isso significa que centenas de metros de material foram erodidos. Crateras padestais foram observadas pela primeira vez durante as missões Mariner.  